# Scott May
Pour les articles homonymes, voir Scott May (basket-ball) et May.
Scott May (né le 8 janvier 1982 à White Rock ville de la province de la Colombie-Britannique au Canada) est un joueur professionnel canadien de hockey sur glace.

## Carrière
Il commence sa carrière en 2000 à l'Université de Ohio State en NCAA où il va évoluer pendant quatre saisons.
Il est choisi en 2002 au cours du repêchage d'entrée dans la Ligue nationale de hockey par les Maple Leafs de Toronto en 7e tour, en 222e position. Il n'a joué aucun match de LNH à ce jour.
En 2003, il rejoint pendant deux saisons les Maple Leafs de Saint-Jean de la Ligue américaine de hockey. En 2004, il joue également pour les Ice Pilots de Pensacola en ECHL. Lors de la saison 2005-2006, il joue aux  Titans de Trenton en ECHL et aux Admirals de Milwaukee en LAH. En 2006-2007, il porte les couleurs des RoadRunners de Phoenix en ECHL puis des Stars de l'Iowa en LAH.

## Statistiques
| Saison    | Équipe                    | Ligue        |    | Saison régulière | Saison régulière | Saison régulière | Saison régulière | Saison régulière |   | Séries éliminatoires | Séries éliminatoires | Séries éliminatoires | Séries éliminatoires | Séries éliminatoires |
| Saison    | Équipe                    | Ligue        | PJ | B                | A                | Pts              | Pun              | PJ               | B | A                    | Pts                  | Pun                  |                      |                      |
| 2000-2001 | Ohio State Buckeyes       | NCAA         | 37 | 9                | 9                | 18               | 26               |                  |   |                      |                      |                      |                      |                      |
| 2001-2002 | Ohio State Buckeyes       | NCAA         | 40 | 12               | 17               | 29               | 42               |                  |   |                      |                      |                      |                      |                      |
| 2002-2003 | Ohio State Buckeyes       | NCAA         | 43 | 10               | 25               | 35               | 56               |                  |   |                      |                      |                      |                      |                      |
| 2003-2004 | Ohio State Buckeyes       | NCAA         | 41 | 15               | 19               | 34               | 42               |                  |   |                      |                      |                      |                      |                      |
| 2003-2004 | Maple Leafs de Saint-Jean | LAH          | 5  | 1                | 1                | 2                | 2                |                  |   |                      |                      |                      |                      |                      |
| 2004-2005 | Maple Leafs de Saint-Jean | LAH          | 16 | 0                | 1                | 1                | 21               |                  |   |                      |                      |                      |                      |                      |
| 2004-2005 | Ice Pilots de Pensacola   | ECHL         | 29 | 14               | 14               | 28               | 18               | 4                | 0 | 2                    | 2                    | 2                    |                      |                      |
| 2005-2006 | Titans de Trenton         | ECHL         | 19 | 4                | 5                | 9                | 20               |                  |   |                      |                      |                      |                      |                      |
| 2005-2006 | Admirals de Milwaukee     | LAH          | 34 | 3                | 3                | 6                | 34               | 18               | 0 | 0                    | 0                    | 20                   |                      |                      |
| 2006-2007 | RoadRunners de Phoenix    | ECHL         | 23 | 13               | 18               | 31               | 37               |                  |   |                      |                      |                      |                      |                      |
| 2006-2007 | Stars de l'Iowa           | LAH          | 28 | 5                | 5                | 10               | 14               |                  |   |                      |                      |                      |                      |                      |
| 2007-2008 | Jackals d'Elmira          | ECHL         | 11 | 5                | 10               | 15               | 10               | 4                | 0 | 4                    | 4                    | 2                    |                      |                      |
| 2007-2008 | Senators de Binghamton    | LAH          | 38 | 6                | 14               | 20               | 24               |                  |   |                      |                      |                      |                      |                      |
| 2007-2008 | Moose du Manitoba         | LAH          | 6  | 0                | 2                | 2                | 0                |                  |   |                      |                      |                      |                      |                      |
| 2008-2009 | EV Ravensburg             | 2.bundesliga | 33 | 20               | 27               | 47               | 56               | 11               | 3 | 5                    | 8                    | 26                   |                      |                      |
| 2009-2010 | AS Renon                  | Serie A      | 30 | 8                | 25               | 33               | 32               | 11               | 9 | 8                    | 17                   | 12                   |                      |                      |
| 2010-2011 | Eagles du Colorado        | LCH          | 40 | 19               | 29               | 48               | 61               | 22               | 9 | 12                   | 21                   | 20                   |                      |                      |
| 2011-2012 | AS Renon                  | Serie A      | 45 | 14               | 16               | 30               | 42               | -                | - | -                    | -                    | -                    |                      |                      |